# Сулейманова, Сабиля Гайзулловна
Сулейманова Сабиля Гайзулловна (5 февраля 1940 года, Темясово, Баймакский район, Башкирская АССР) — учёный. Преподаватель высшей школы. Министр народного просвещения Башкирской АССР (1985—1988). Депутат Верховного Совета Башкирской АССР 11-го созыва (1985—1990).Кандидат педагогических наук (1981). Отличник народного просвещения РСФСР (1976). Заслуженный учитель школы Башкирской АССР (1980). Отличник образования Республики Башкортостан (1995) .

## Биографияһы
Сабиля Гайзулловна Сулейманова родилась 5 февраля 1940 года в селе Темясово Баймакского района Башкирской АССР, что на юго-востоке республике . Отец погиб во время Великой Отечественной войны (1942) в боях за деревню Урынок Колпнянского района Орловской области.

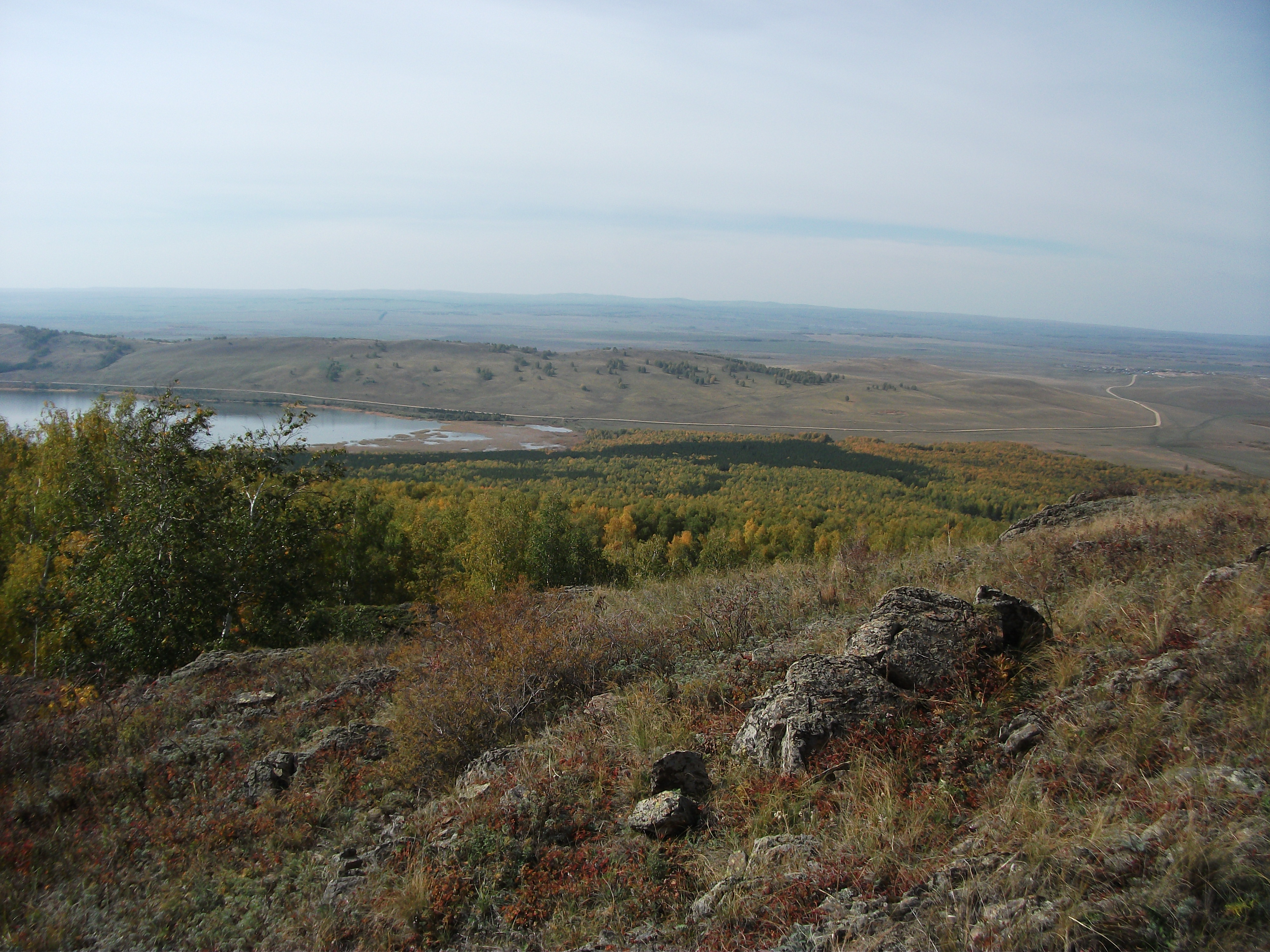
Баймакский район Республики Башкортостан

В 1954 году поступила в Темясовское педагогическое училище. В связи с объединением этого училища с Белорецким училищем (1956) продолжила учёбу в Белорецке. Окончила Белорецкое педагогическое училище в 1958 году с отличием.
В 1958—1960 годах работала учителем русского языка и литературы в Ишмурзинской семилетней школе Баймакского района.
В 1960—1965 годах была студенткой филологического факультета Башкирского государственного университета. За активное участие в общественной жизни была награждена Почётной грамотой ЦК ВЛКСМ (1965).
В 1964 году (февраль-май) по просьбе администрации школы преподавала русский язык и литературу в восьмилетней школе деревни Кульчурово (Ҡолсора) Баймакского района.
После окончания Башкирского государственного университета работала учителем русского языка и литературы в Темясовской средней школе, с 1966 года — преподавателем Сибайского педагогического училища.
В 1970—1983 годы работала научным сотрудником, старшим научным сотрудником (с 1978 года) в Башкирском филиале НИИ национальных школ .
В 1979 году опубликовала первую монографию- «Методика обучения видо-временным формам русского глагола в 1—3 классах башкирской школы» .
В январе 1981 года в Москве защитила кандидатскую диссертацию и получила учёную степень «кандидат педагогических наук».
В 1983 – 1985 года  работала в областном  комитете  КПСС заместителем заведующего отдела науки и высших учебных заведений.
В 1985—1988 годах работала (до расформирования министерства) министром просвещения Башкирской АССР.
В 1988—1991 годах- преподаватель Башкирского государственного университета.

В связи с открытием Сибайского института Башкирского государственного университета и острой нехваткой преподавателей решила переехать на свою малую родину, в город Сибай.

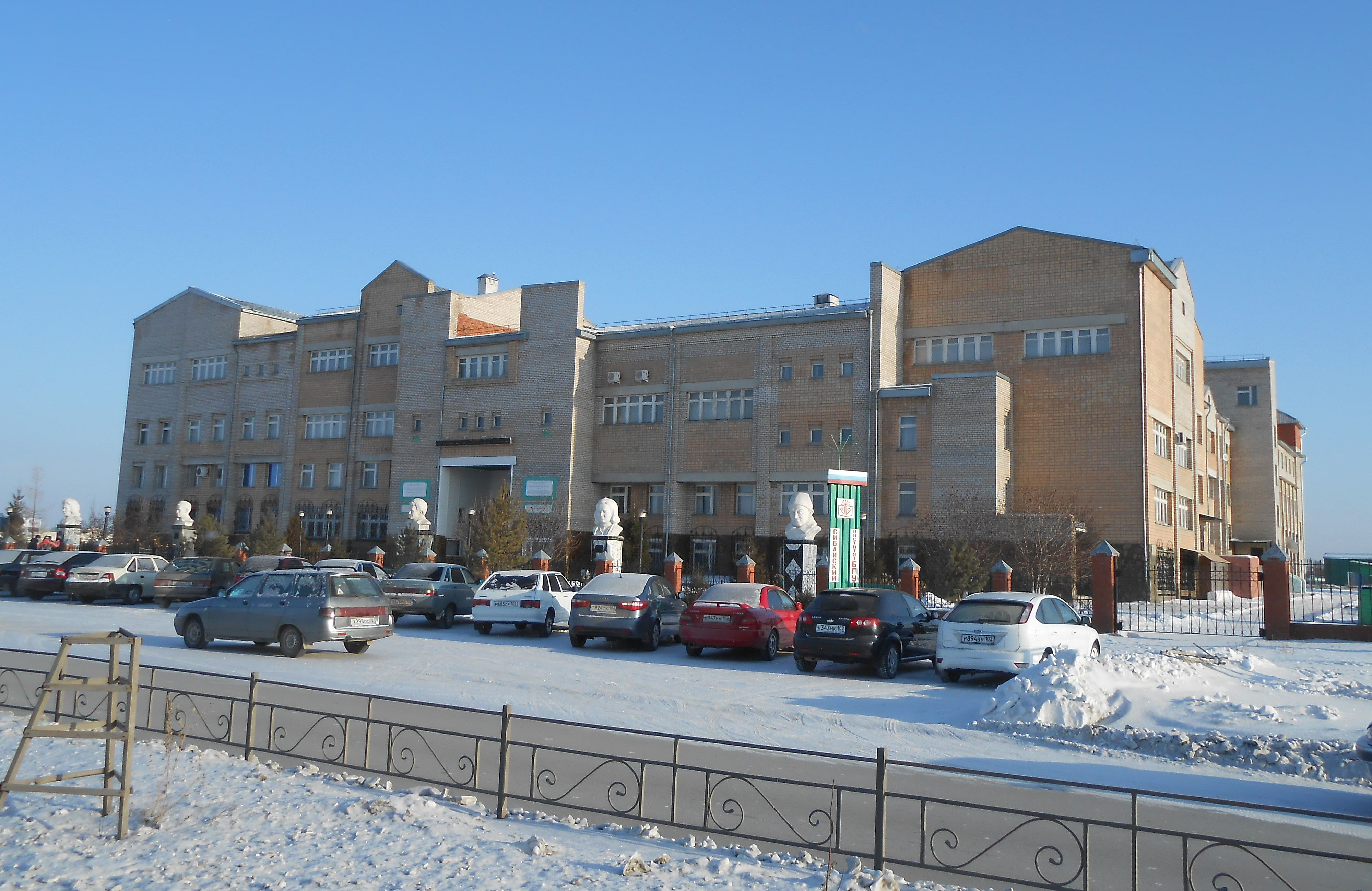
Сибайский институт (филиал) Башкирского государственного университета

В 1991—2001 годах- преподаватель недавно открытого Сибайского института Башкирского государственного университета, заведующая кафедрой методики преподавания.
В 2001—2003 годах —начальник научно-методического отдела Республиканского учебно-научного методического центра Министерства образования Республики Башкортостан.
За время своей  профессиональной деятельности Сабиля Гайзулловна Сулейманова снискала доверие и уважение не только коллег и студентов, но и простых жителей республики. Двери её кабинета всегда были открыты для посетителей, она старалась помочь людям решить их проблемы.
Научные исследования посвящены методике преподавания русского языка в нерусских начальных школах, развития русской речи в национальных детских садах.
Автор более 50 научных и учебно-методических работ, а также сборников стихов и публицистических очерков на башкирском языке.
Депутат  Верховного Совета  Башкирской АССР 11-го созыва (1985-1990).
Айрат Гафаров- муж, сыновья — Ильдар, Алмас.
В 2003 году вышла на заслуженный отдых, но продолжает заниматься общественными делами, пишет статьи в газеты и журналы. Занимается литературным творчеством.Сабиля Сулейманова- частый гость на Башкирском телевидении и радио.

## Научные труды
- Методика обучения видо временным формам русского глагола в I—III классах башкирской школы. М.: НИИ нац.школ, 1977;
- Дидактический материал по русскому языку для 1—3 классов национальных школ РСФСР. 2 е изд. Л., 1983 (соавт.).
- Методика обучения глагольным конструкциям русского языка в башкирской начальной школе (1983)

## Сочинения
- Гөлбәҙрән (Өфө,1980)
- Тормош миңә үҙе ҡанат ҡуйҙы: Текст, автобиография. — Өфө: Китап, 2014. — 286 бит.

## Статьи С.Сулеймановой в газетах и журналах
- Темәстең ғәййәр бөркөтө. Газета «Башкортостан», 2017, 22 февраля[5].
- Намыҫыбыҙ таҙа булһын! Газета «Башҡортостан» , 2012, 27 июня[6].

## Статьи о Сабиле Сулеймановой
- Нурғалина Н. Йүгереп үткән оҙон юл… «Башҡортостан» гәзите, 2020, 4 февраля
- Кәримова Ф. һәм башҡалар. Ғүмер йомғағын һүтә белеү — үҙе бәхет. Газета «Башҡортостан», 2015, 8 июля[7].
- Аминева З. От учителя до министра прошла путь наша землячка Сулейманова Сабиля Гайзулловна. Газета «Баймакский вестник», 2015, 3 февраля[8].
- Сулейманова Сабиля Гайзулловна: Основные даты жизни и деятельности. Список печатных изданий. — Уфа: РИО РУНМЦ МО РБ, 2010. — 12с.

## Почётные звания
- Отличник просвещения РСФСР (1976)
- Заслуженный учитель школы Башкирской АССР (1980)
- Отличник образования Республики Башкортостан (1995)